# Macroglossum oceanicum
Macroglossum oceanicum är en fjärilsart som beskrevs av Rothschild och Jordan 1915. Macroglossum oceanicum ingår i släktet Macroglossum och familjen svärmare. Inga underarter finns listade i Catalogue of Life.